# Provincia de Nyanza
La provincia de Nyanza era una de las ocho provincias en las que se dividía Kenia hasta la reforma territorial de 2013. Estaba en el sudoeste de Kenia e incluía la parte este del Lago Victoria. La capital era Kisumu, la tercera ciudad más grande de Kenia. En sus últimos años, la población era de 5 442 411 de habitantes.
La provincia estaba dividida en 18 distritos:
| Distrito      | Capital                 |
| ------------- | ----------------------- |
| Bondo         | Bondo                   |
| Borabu        | Nyansiongo              |
| Gucha         | Ogembo                  |
| Bahía Homa    | Municipio de Bahía Homa |
| Kisii Central | Municipio de Kisii      |
| Kisumu Este   | Holo                    |
| Kisumu Oeste  | Kisumu                  |
| Kuria         | Municipio de Kehancha   |
| Manga         |                         |
| Masaba        | Keroka                  |
| Migori        | Municipio de Migori     |
| Nyamira       | Nyamira                 |
| Nyando        | Awasi                   |
| Rachuonyo     | Kosele                  |
| Rarieda       |                         |
| Rongo         | Rongo                   |
| Siaya         | Municipio de Siaya      |
| Suba          | Mbita                   |